# Anthias menezesi
Anthias menezesi là một loài cá biển thuộc chi Anthias trong họ Cá mú. Loài này được mô tả lần đầu tiên vào năm 1980.

## Phân bố và môi trường sống
A. menezesi có phạm vi phân bố ở vùng biển Tây Nam Đại Tây Dương. Loài này được tìm thấy ở ngoài khơi phía đông bắc và phía nam của Brazil, và dọc theo Uruguay. A. menezesi sống ở độ sâu trong khoảng 160 – 260 m.

## Mô tả
A. menezesi trưởng thành có chiều dài cơ thể tối đa được ghi nhận là 28 cm.